# Rue Santeuil (Nantes)
Pour l’article homonyme, voir Rue Santeuil.
La rue Santeuil est une voie de Nantes, en France.

## Situation et accès
Située dans le centre-ville de Nantes, la rue Santeuil, qui relie la rue Jean-Jacques Rousseau à la rue Crébillon, est pavée et non ouverte à la circulation automobile. À la moitié ouest de son tracé, elle rencontre la rue Rameau, puis à son extrémité nord la rue du Puits-d'Argent où l'on trouve également l'une des trois entrées du passage Pommeraye (galerie marchande couverte classée monument historique depuis 1976), ainsi que celle du passage Cœur-de-Nantes (qui communique lui-même avec le passage Pommeraye).

## Origine du nom
La voie est dénommée en hommage à Jean-Baptiste Santeuil (1630-1697), poète néolatin. 

## Historique
Un acte de vente de terrain, en 1782, entre un propriétaire de la Ville, stipulait qu’à cette date on songeait à ouvrir cette rue, « pour faire communiquer le quartier Bouvet avec la place Saint-Nicolas ».
Elle porta successivement les noms de « rue Bertrand de Molleville », « rue Bouvet », puis « rue Bertrand ».
En octobre 2013 ont débuté des travaux de construction de passage Cœur-de-Nantes qui ont duré 2 ans et demi. L'entrée de passage, située face au débouché de la rue Rameau, a pris la place de l'ancien immeuble Presse-Océan qui a été démoli. Il propre 3 500 m2 de boutiques sur les trois niveaux inférieurs et 1 500 m2 de logements. Ce passage dont l'ouverture est prévue pour le 31 mars 2016, devrait également permettre de faire communiquer la rue Santeuil avec le passage du Commerce situé derrière les immeubles qui ont été rasés.
Cette nouvelle construction a encouragé la municipalité à effectuer des travaux de réaménagement de la rue entrainant la suppression de la chaussée et les trottoirs bitumés, afin de la paver de granit pour créer un plateau piétonnier homogène avec les rues piétonnes alentour. L'éclairage sera aussi revu et un arbre sera également planté à l'angle de la rue Jean-Jacques-Rousseau. Les travaux devrait prendre fin en août 2016.